# Четиристен
 Тази статия е за многостена по брой на стени.  За платоновото тяло вижте Тетраедър.  
Четиристенът (тетраедър) е многостен с четири стени. Съществува само един четиристен – триъгълна пирамида.

## Вторият четиристен
Вторият четиристен е квадратен маркучостен, който е изроден и правилен. Има и трети четиристен, наречен хемиоктаедър, който е абстрактен правилен.

## Таблица
| Име                   | Картинка | Типове стени               | Върхове | Ръбове | Дуален многостен  |
| --------------------- | -------- | -------------------------- | ------- | ------ | ----------------- |
| Тетраедър             |          | 4 равностранни триъгълника | 4       | 6      | Себедуален        |
| Квадратен маркучостен |          | 4 двуъгълника              | 2       | 4      | Квадратен двустен |
| Хемиоктаедър          |          | 4 равностранни триъгълника | 3       | 6      | Хемикуб           |